# Casacastalda
Casacastalda (utilizzata, in passato, anche la grafia di Casa Castalda) è una frazione del comune di Valfabbrica (PG).
Il paese è situato su una collina a circa 520 m s.l.m., sullo spartiacque che divide il territorio del perugino dal comprensorio dell'eugubino-gualdese e dall'assisano. Si trova a 8 km a nord est del capoluogo comunale, lungo il tratto più elevato della Strada statale 318 di Valfabbrica. Casacastalda è popolata da 769 abitanti (dati Istat, 2014  Archiviato il 27 ottobre 2020 in Internet Archive.).
È circondata dai primi contrafforti della catena appenninica, su cui svettano il monte Serra (780 m s.l.m), il monte Luciano, il Monte della Dea e il monte Santa Cristina. L'abitato domina la Val di Rasina o Ròsina, torrente proveniente da Gualdo Tadino, e la valle del torrente Risacco (Rio Sicci), affluente del Chiascio.

## Storia
Il nucleo originario è quasi certamente di origini umbre: molti la identificano con la città umbra di Casmentillana (X secolo a.C.), citata da Plinio il Vecchio. Nelle vicinanze sono state trovate tracce di necropoli pagane.
Il castello attuale fu costruito sulle rovine preesistenti nel 763, ad opera di Ernero Castaldo (da cui il nome Casa del Castaldo), un longobardo discendente da Totila, ed ebbe una certa importanza nell'alto Medioevo.
Alterne vicende storiche portarono Casa Castalda alle dipendenze di Perugia, dello Stato della Chiesa e del Ducato di Spoleto.
Nel 1433 i Perugini ricostruirono il castello e nel 1528 gli donarono lo status di Libero Comune. Lo stemma comunale, ancora oggi scolpito in diversi punti del centro storico, è composto da una torre sovrastante un torrione, con il grifone rampante di Perugia.
Successivamente, nel 1798, grazie alle truppe napoleoniche e alla sconfitta dello Stato Pontificio, il Comune di Casa Castalda passò al cantone di Gualdo Tadino (dipendente da Perugia), nella Repubblica Romana.
Con la fine dell'Impero Napoleonico (1815), il Comune di Casa Castalda fu soppresso, ed il suo territorio fu annesso al Comune di Valfabbrica.
Dall'originario castello fortificato, il centro abitato si è armoniosamente esteso lungo le quattro direttrici stradali che in esso convergono, ovvero Perugia ad occidente, Gualdo Tadino ad est, Gubbio sul quadrante nord ed Assisi a sud.

## Monumenti e luoghi d'interesse

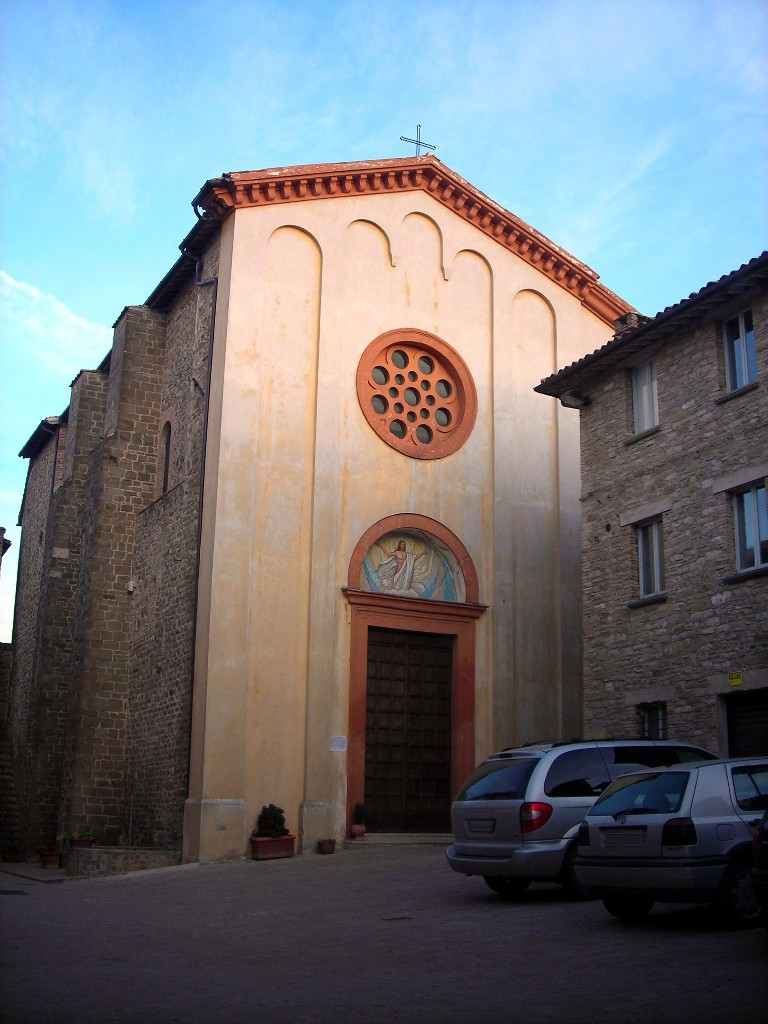
La Chiesa di Santa Maria Assunta.

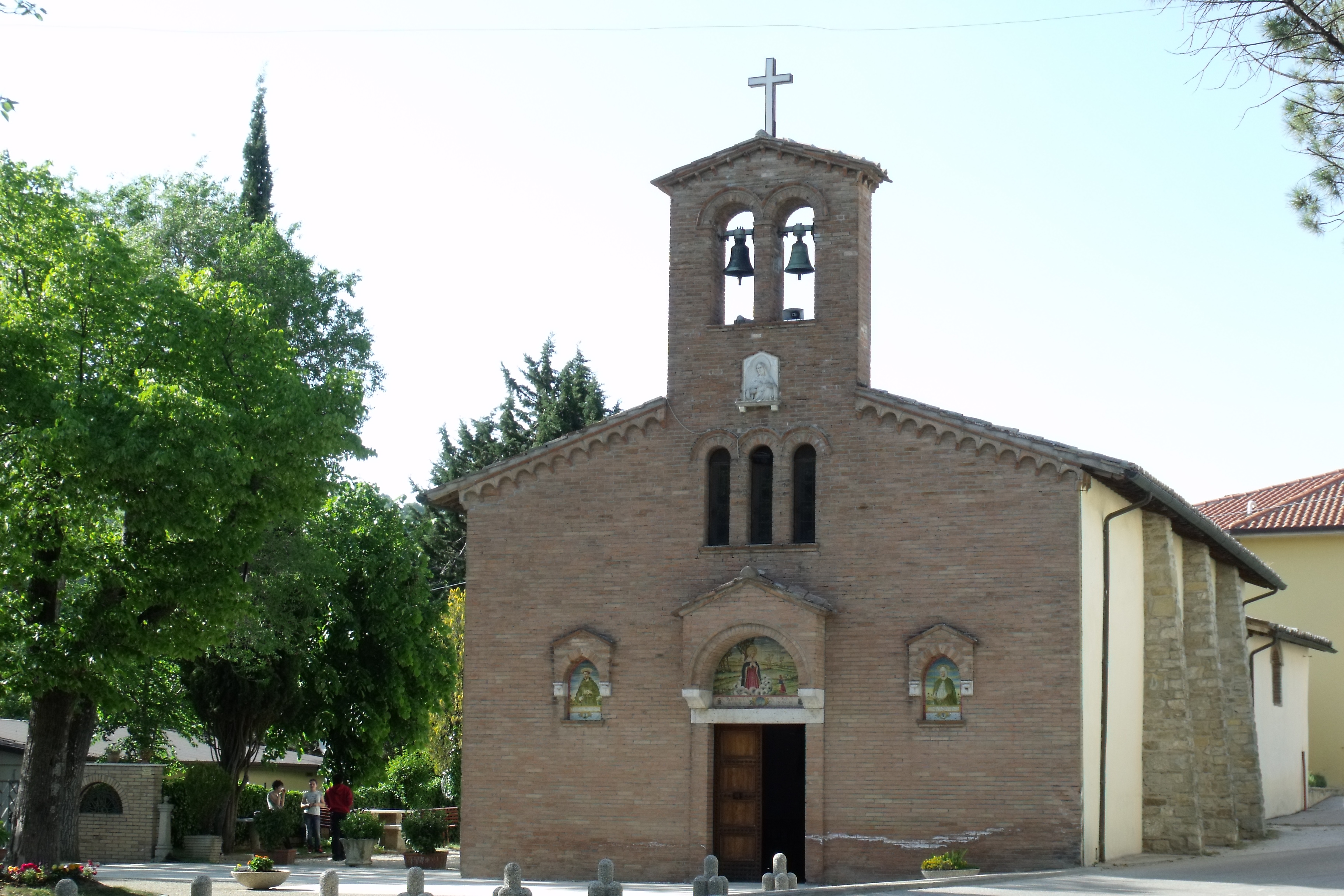
Il Santuario della Madonna dell'Olmo.

- Chiesa di Santa Maria Assunta (X secolo), la cui struttura attuale risale al 1883, con un campanile quadrato in pietra. L'abside interno è stato decorato dal pittore perugino Alessandro Bianchini, nel 1922. Nella navata destra, si trova il "Trittico" del pittore Matteo da Gualdo. Il fonte battesimale è caratterizzato da una campana datata 1508. Le vetrate policrome, di recente installazione, raffigurano numerose immagini devozionali. Di grande importanza la scultura lignea policroma recentemente restaurata, risalente al XIV sec. raffigurante Sant' Eutropio Martire.
- Santuario della Madonna dell'Olmo (1486), eretto per ricordare il miracolo della Beata Vergine, che il 22 maggio 1484 apparve ad una pastorella su un olmo, il cui tronco è tuttora conservato all'interno della chiesa. Il Santuario fu affrescato da Matteo da Gualdo ed altri negli anni 1486-88. La facciata è ornata da tre pannelli policromi, composti da mattonelle di ceramica gualdese e datati 1949, che raffigurano l'apparizione miracolosa, Santa Elisabetta e San Francesco (Pauper et Umilis). Nella piazzetta di fronte alla chiesa è presente una statua di Madonna con Bambino, realizzata in marmo bianco dallo scultore indiano Ananta Kumar Sarkar nel 1984, per celebrare il cinquecentesimo anniversario dell'evento mariano.
- "Dolmen", ovvero Monumento al Motociclista. Unico nel suo genere, il cippo sorge su una terrazza belvedere, lungo il marciapiede che costeggia la strada statale. È meta obbligata per gli amanti delle due ruote e luogo affermato per eventi a carattere motoristico e manifestazioni popolari, come ad esempio "Le Curve dell'Altro Cioccolato". Nel primo fine settimana del mese di aprile, ha luogo un motoraduno che culmina la domenica, con la tradizionale Benedizione dei Caschi, dei centauri e dei loro compagni di viaggio. In occasione del Natale 2008 il Dolmen ha ricevuto la visita del supercampione Loris Capirossi.
- Parco pubblico attrezzato, "Il Prato", situato tra il centro storico ed il Santuario.
- Sentiero naturalistico Casa Castalda–Poggio San Dionisio-Valfabbrica, che attraversa boschi e torrenti, popolato da specie animali tipiche dell'ambiente pre-appenninico.

## Sport
- Ha sede nella frazione la società di calcio Associazione Sportiva Dilettantistica Gualdo Casacastalda, militante in prima categoria. Fino al 2013, la società era intitolata al solo nome del paese, e raggiunse il più eclatante risultato sportivo nel Campionato di Serie D 2012-2013, quando la neopromossa compagine locale arrivò al secondo posto della classifica del Girone E, collezionando 67 punti, e mancando per un solo punto la promozione nel calcio professionistico. Nella stagione d'oro della squadra, che all'epoca era schierata in casacca gialloverde, risaltano le 19 vittorie su 34 incontri (tra cui il prestigioso successo casalingo contro l'Arezzo, e la duplice vittoria ai danni della Viterbese), il maggior numero di goal segnati (69), la migliore differenza reti (+35), ed il minor numero di sconfitte (5) dell'intero girone.
- La posizione sul valico del tracciato originario della strada statale 318, la quale dal 2016 è priva di traffico pesante, rende Casacastalda un traguardo privilegiato per numerose pattuglie di cicloamatori, sia dilettanti che agonistici, in allenamento lungo le impegnative salite che conducono al paese dai versanti perugino e gualdese. Il 6 marzo 2024, durante la 59ª edizione della classica corsa ciclistica Tirreno-Adriatico, a Casacastalda è stato assegnato il Gran Premio della Montagna nell'ambito della terza tappa della gara, da Volterra a Gualdo Tadino.

### Impianti sportivi
- Campo di calcio
- Campo di calcetto (polivalente)
- Bocciodromo